# Luigi Devoti
Luigi Devoti (Roma, 24 gennaio 1931 – Monte Compatri, 2014) è stato uno scrittore, medico e fotografo italiano, autore di pubblicazioni di storia locale (dei Castelli romani) e di argomento medico, ambito della sua attività professionale.
Medico sino alla pensione, nel 1992, ha coltivato un interesse amatoriale per l'arte e l'archeologia, da cui ha tratto pubblicazioni. Dal 1970 vive nella periferia di Monte Compatri.

## Attività
Dal 1994 (in collaborazione con Armando Ravaglioli fino al 1997) cura la redazione della collana “Lunario Romano", pubblicazione annuale del Gruppo Culturale di Roma e del Lazio, di cui è stato anche presidente.
Luigi Devoti è anche un fotografo che predilige, tra i suoi soggetti, l'area romana con i suoi paesaggi e le sue opere d'arte. La quasi totalità delle fotografie inserite nelle pubblicazioni di Devoti sono opera sua.
È relatore in convegni e conferenze su temi di archeologia, storia, arte e folclore con particolare riferimento all'area Castellana.

## Attività socio culturali
- Socio ordinario dell'A.M.S.I. (Associazione Medici Scrittori Italiani);
- Presidente dell'A.M.S.I. (Associazione Medici Scrittori Italiani) dal 1979 al 2006;
- Direttore editoriale dal 1979 al 2006 della rivista “La Serpe”, organo ufficiale dell'A.M.S.I.;
- Socio del Gruppo Culturale di Roma e del Lazio;
- Vice presidente del Gruppo Culturale di Roma e del Lazio dal 1995 al 1999;
- Presidente e curatore della collana “Lunario Romano" pubblicazione annuale del Gruppo Culturale di Roma e del Lazio;
- Membro del consiglio direttivo dell'"Associazione Tuscolana Amici di Frascati";
- Socio dell'"Istituto Nazionale di Studi Romani";
- Socio ordinario dell'"Istituto di Storia e di Arte del Lazio Meridionale”;
- Socio ordinario dell'Associazione "Latina Tellus";
- Socio ordinario dell'Associazione pro Loco “Monte Compatri 2000”;
- Socio ordinario del "Gruppo dei Romanisti";
- Socio onorario dell'Associazione Culturale Photo Club "Controluce" di Monte Compatri (Roma);
- Presidente del Lions Club "Roma Castelli Romani" 1982 - 1983;
- Socio onorario del Rotary Club "Castelli Romani";
- Socio onorario dell'"Associazione Ex Allievi di Mondragone";
- Direttore della collana di guide brevi delle città d'Italia, pubblicate dalla Medical Systems S.p.a. di Genova;
- Direttore onorario della collana di narrativa, poesia e saggistica edita dalla Sovera di Roma, riservata ai Medici scrittori dal 2001 al 2005;
- Consulente del Gruppo di progettazione Nicola Busardò (capogruppo)

Marco Egidi, Monica Micheli, nel concorso architettonico per la pedonalizzazione di Piazza di Corte, la sistemazione ed utilizzo del Ponte Monumentale, il recupero dell'Area Archeologica e la riqualificazione del Centro Storico con l'area circostante nel comune di Ariccia (Progetto menzionato).
Ha collaborato alle riviste "Castelli Romani", "A.R.I.S. Sanità", "l'Urbe", "La Strenna dei Romanisti", "Apollo buongustaio", "Il Tuscolo", "Forma Urbis", "La Serpe";

## Pubblicazioni
- Cisterne del periodo romano nel Tuscolano, Frascati 1978;
- Speculum Dianae. Antiche memorie sulle rive del lago di Nemi, Roma 1980.
- L'Eremo Tuscolano e la villa detta dei Furii, Frascati 1981;
- Campagna Romana Viva. Le vie Latina, Tuscolana, Anagnina e il Tuscolano, Frascati 1983;
- Campagna Romana Viva. Le Ville Tuscolane. La villa Belvedere Aldobrandini, Frascati 1984;
- Campagna Romana Viva. Le Ville Tuscolane. La villa Ruffina Falconieri, Frascati 1986;
- Campagna Romana Viva. Speculum Diane. Il lago della selva ariccina oggi di Nemi, Frascati 1987;
- Capitelli Antichi di Roma e dintorni, Velletri 1988;
- Il Costume popolare dei Castelli Romani nell'arte, Velletri 1989;
- La villa Belvedere Aldobrandini di Frascati, Velletri 1990;
- Splendore dei Castelli Romani. Espressioni artistiche dal XVII al XX secolo, Velletri 1992;
- Il mitico Tuscolano nelle stampe. XVI - XX secolo. I volume. Frascati e le sue ville, Frascati 1993;
- Frascati millenaria, Velletri 1994;
- Il mitico Tuscolano nelle stampe. XVI - XX secolo. II volume. Grottaferrata. L'Abbazia di Santa Maria e le sue ville, Frascati 1994;
- Il mitico Tuscolano nelle stampe. XVI - XX secolo. III volume. Monte Compatri, Monte Porzio Catone, le Ville Borghesiane e il Tuscolo, Frascati 1995;
- L'Osteria del fico di Grottaferrata, Velletri 1995;
- L'Abbazia di Grottaferrata, Velletri 1995;
- A Castel Gandolfo la prima cassetta postale, Velletri 1995;
- Castel Gandolfo da 400 anni residenza dei Papi, Castel Gandolfo 1996 (in collaborazione con Saverio Petrillo);
- La ceramica di Squarciarelli di Grottaferrata, Velletri 1996;
- Il vino di Roma, Roma 1996;
- Il mitico Tuscolano nelle stampe. XVI - XX secolo. IV volume. Frascati, Grottaferrata, Tuscolo, il costume popolare e le immagini devozionali a Frascati, Frascati 1997 (in collaborazione con Valentino Muratori);
- Frascati città millenaria, Velletri 1997;
- Velester, Velitrae, Velletri. Storia di una città, Velletri 1997;
- L'abbazia di Santa Maria di Grottaferrata, Velletri 1997;
- Teatri e anfiteatri di Roma antica, Roma 1997;
- Circhi e stadi di Roma antica, Roma 1997;
- I castelli Romani. Un suggestivo itinerario alla scoperta del «Quartiere nobile» della campagna romana, Roma 1998;
- Roma per noi. Il Celio, Genova 1998;
- Roma per noi. Ostia antica, Genova 1998;
- I Castelli Romani. Storia e descrizione in breve dei 14 comuni dei Castelli Romani, Roma 1999;
- Itinerari nella Campagna Romana. Cryptaferrata-Grottaferrata, Velletri 1999;
- Itinerari nella Campagna Romana. Castrum Candulphi-Castel Gandolfo, Velletri 2000;
- Le strepitose fontane della Roma dei Papi. Fontana dei quattro fiumi. Fontana di Trevi, Velletri 2001;
- Itinerari nella Campagna Romana. Le ville Tuscolane Belvedere Aldobrandini-Lancellotti-Ruffinella Tuscolana, Velletri 2001;
- La via sacra o trionfale e il tempio di Giove Laziale del Monte Albano, Rocca di Papa 2002;
- Itinerari nella Campagna Romana. Le ville Tuscolane Angelina-Tuscolana-Vecchia e Mondragone, Velletri 2002;
- Roma per noi. San Saba, Genova 2003;
- I palazzi della Banca di Roma. Palazzo Matteotti in Marino, Roma 2003;
- Nugae. La semplicità del sentimento. Raccolta di racconti, Roma 2003;
- Grottaferrata porta d'Oriente, Grottaferrata 2003;
- Castrum Candulphi - Castel Gandolfo. Archeologia, storia, storie, arte, Palestrina 2003;
- Il costume popolare dei Castelli Romani nell'arte, (I ristampa), Roma 2003;
- Frescati-Frascata-Frascati. Archeologia, storia, storie, arte, Velletri 2003;
- L'abbazia di Santa Maria di Grottaferrata nel millenario della fondazione, Formello (Roma) 2004;
- La battaglia di Velletri nella guerra del 1744 detta guerra per la successione d'Austria, Roma 2004;
- Nemi-Speculum Dianae (Il lago, l'emissario, la selva, il tempio di Diana, la villa imperiale e le necropoli) Volume I, Velletri 2005;
- Gli scrittori che passarono di qua, Frascati 2005;
- Itinerari della Campagna Romana. Mons Confratuum - Mons Cum Patruum - Castrum Montis Compatris - Montecompatro - Montecomprati, Velletri 2007;

## Saggi
- Vicende e strutture medioevali di Borghetto di Grottaferrata, in "Lunario Romano", Vol. VIII, Roma, 1979, pp. 129 – 139;
- Il castello di Giuliano della Rovere a Grottaferrata,  in "Lunario Romano", Vol. IX, Roma, 1980, pp. 457 – 471;
- Testimonianze secentesche nella fondazione dell'Eremo Tuscolano, in "Lunario Romano", Vol. X, Roma, 1981, pp. 385 – 402;
- Il tempio di Diana negli scavi dell'Ottocento,  in "Lunario Romano", Vol. XI, Roma, 1982, pp. 771 – 788;
- Ancora Campagna Romana, in "La campagna Romana nella pittura dell'Ottocento", a cura di Renato Mammucari, Velletri, 1982;
- Appunti sui Furii e sul loro sepolcro Tuscolano,  in "Lunario Romano", Vol. XII, Roma, 1983, pp. 253 – 270;
- Prospettive sulle ville tuscolane, in "Lunario Romano", Vol. XIII, Roma, 1984, pp. 333 – 345;
- Le sedi municipali della "Civitas Tusculana", in "Lunario Romano", Vol. XIV, Roma, 1985, pp. 345 – 362;
- Alessandro Moreschi detto l'Angelo di Roma, in "Lunario Romano", Vol. XV, Roma, 1986, pp. 463 – 474;
- L'abbazia di Grottaferrata dalla fondazione alla fine del medioevo, in "Lunario Romano", Vol. XVII, Roma, 1988, pp. 127 – 143;
- Monte Compatri, in "I Castelli Romani", a cura di Renato Mammucari e Nello Nobiloni, Roma, 1988;
- Processo a K, in "Scrittori Medici del Novecento", a cura di Nora Sosanigo, Abano Terme, 1988;
- Pier Leone Ghezzi e le sue caricature castellane, in "Lunario Romano", Vol. XIX, Roma, 1990, pp. 197 – 215;
- Il Divino Amore santuario di Roma, in "Lunario Romano", Vol. XXI, Roma, 1992, pp. 195 – 207;
- Nemus Aricinum, in "Lunario Romano", Vol. XXII, Roma, 1993, pp. 223 – 232;
- La via Trionfale o Sacra del Monte Albano, in "Lunario Romano", Vol. XXIII, Roma 1994, pp. 149 – 159;
- Bottai, bottari, bottaroli, in "Lunario Romano", Vol. XXIV, Roma, 1995, pp. 256 – 267;
- I giorni della memoria nel Tuscolano, in "Lunario Romano", Vol. XXV, Roma, 1996, pp. 288 – 300;
- Un pittore in cattedra, in "La Campagna Romana nell'arte dei XXV", a cura di Renato Mammucari, Velletri, 1996;
- Le strepitose fontane della Roma dei Papi, in "Caleidoscopio letterario", Genova, 1998, pp. 3 – 35;
- La processione del Corpus Domini e delle Scuole Pie a Frascati, in "Lunario Romano", Vol. XXVI, Roma, 1998, pp. 267 – 270;
- La processione dell'infiorata a Genzano, in "Lunario Romano", Vol. XXVI, Roma, 1998, pp. 273 – 282;
- Una porta Santa nell'Abbazia di Grottaferrata, in "Lunario Romano", Vol. XXVII, Roma, 1999, pp. 330 – 338;
- Il sequestro dei monaci camaldolesi nell'eremo tuscolano, in "Lunario Romano", Vol. XXIX, Roma, 2001, pp. 364 – 371;
- Tipologia architettonica delle cisterne del Tuscolano, in "Forma Urbis", anno VIII, n° 1, 2003;
- Il costume popolare, in "Campagna Romana, Luoghi, Costumi e Paesaggi nelle incisioni dalla fine del Cinquecento agli inizi del Novecento", a cura di Eugenio Lanzillotta, Renato Mammucari, Francesco Negri Arnoldi, Roma, 2003, pp. 33 – 35;
- Duilio Cambellotti, in "I XXV della Campagna Romana", a cura di Renato Mammucari, Marigliano (NA), 2005, pp. 173 – 186;
- La compagnia di Gesù nel Tuscolano, in "Il Mondragone", periodico dell'associazione Ex alunni Nobile Collegio Mondragone, n° 10 dicembre 2005[1]
- La marrana Mariana, in "Strenna dei Romanisti", Roma, 2005, pp. 255 – 262;
- Il tuscolano di Marco Tullio Cicerone, in "Sguardi sui Castelli Romani, Roma, 2006, pp. 176 - 190;
- Le ville tuscolane, in "Vino in villa 2007, un crocevia di valori del territorio", Roma, 2007, pp. 15 – 65.
- La Molara, in "Il Mondragone", periodico dell'associazione Ex alunni Nobile Collegio Mondragone, Giugno 2007, pp. 24 – 28;2005
- La villa Angelina - tuscolana - Vecchia, in "Il Mondragone", periodico dell'associazione Ex alunni Nobile Collegio Mondragone, Dicembre 2007, pp. 22 – 25;
- Il romitorio del cardinal Passionei nel Tuscolano, in "Strenna dei Romanisti", Roma, 2007, pp. 277 – 292.

## Redazione di pubblicazioni
- Il Mitreo di Marino, Velletri 1994;
- Lunario Romano, - I mestieri del Lazio -, Vol. XXIV, Roma 1995, in collaborazione con Armando Ravaglioli;
- Lunario Romano, - Il Lazio in guerra -, Vol. XXV, Roma 1996, in collaborazione con Armando Ravaglioli;
- Lunario Romano, - Il Lazio in processione -, Vol. XXVI, Roma 1997, in collaborazione con Armando Ravaglioli;
- Lunario Romano, - I giubilei del Lazio -, Vol. XXVII, Roma 1999;
- Lunario Romano, - Patroni e feste patronali nel Lazio -, Vol. XXVIII, Roma 2000;
- Lunario Romano, - Insorgenza del brigantaggio nel Lazio -, Vol. XXIX, Roma 2001;
- Lunario Romano, - Le biblioteche nel Lazio -, Vol. XXX, Roma 2003;

## Pubblicazioni di carattere medico
- La cisti da echinococco del rene, in "Gazzetta internazionale di medicina e chirurgia", anno LXX - Vol. LXXI - n° 13 - 1966, pp. 851 – 870 (in collaborazione con Cesare Angeletti);
- Il trattamento incruento e cruento nelle fratture della clavicola, in "Gazzetta internazionale di medicina e chirurgia", anno LXVIII - Vol. LXIX - n° 9 - 1964, pp. 1139 – 1159;
- Sulle cosiddette peritoniti primitive (osservazioni su tre casi personali), in "Quaderni di chirurgia", Vol. XI - Fasc. 6 - Novembre - Dicembre 1968, pp. 1 – 11 (in collaborazione con Cesare Angeletti);
- L'embolia gassosa post-traumatica, in "Gazzetta internazionale di medicina e chirurgia", anno LXXII - Vol. LXXIII - n° 22bis - 1968, pp. 2324 – 2339 (in collaborazione con Cesare Angeletti);
- Un caso di gravidanza gemellare bicordiale biamniotica con "foetus papyraceus compressus", in "Gazzetta internazionale di medicina e chirurgia", anno LXXII - Vol. LXXIII - n° 23bis - 1968, pp. 2865 – 2870 (in collaborazione con Cesare Angeletti);
- Considerazioni sulla sideremia come indice di valutazione degli itteri, in "Atti della Società Medica dei Castelli Romani e Prenestina", anno II - n° 1 - 1969, pp. 3 – 10(in collaborazione con Cesare Angeletti);
- Le rotture complete dello stomaco nei traumi chiusi dell'addome, in "Atti della Società Medica dei Castelli Romani e Prenestina", anno VI - n° 1 - 2 - 1973, pp. 1 – 11(in collaborazione con C. Angeletti, A. Ciccioriccio e F. Di Giulio);
- Contributo alla conoscenza dell'echinococcosi primitiva a localizzazione muscolare, in "Clinica Europea", anno XIX - n° 2 - marzo - aprile 1980, pp. 1 – 8 (in collaborazione con Federico Di Giulio e Alfonso Lisi).

## Premi
- 1980 Graffito d'Oro" 1º Premio Sezione Saggistica, Genova 06/12/1980;
- 1982 "2º Premio Narrativa" - Lega per la Lotta contro i Tumori - Sez. Parma 15/10/1982;
- 1984 "Premio letterario Rotary Club Castelli Romani", Menzione di merito per "Campagna Romana Viva";
- Premio letterario Pietro d'Abano, alla carriera del medico scrittore, Centro Studi Termali "Pietro d'Abano";
- 1991 "Premio Rocca Priora", 2º Incontro Scrittori del Lazio, Rocca Priora 15/06/1991;
- 1996 "Premio Città di Rocca di Papa", Comune di Rocca di Papa;
- 1997 "Premio Città di Castel Gandolfo", Comune di Castel Gandolfo;
- 1999 "Premio Simpatia", Roma, Campidoglio 15/06/1999;
- 2001 "Premio Rivista Castelli Romani" - Prima edizione - per alti meriti culturali;
- 2002 "Premio Musa Sabina" Rieti 27/04/2002;
- 2003 "Premio Tuscolo", per la valorizzazione dei Castelli Romani, 22/11/2003, rivista "il Tuscolo";
- 2007 "X Premio Nazionale di Cultura", Sezione saggi storico antropoligici, Associazione Culturale "Olevano 2000", Olevano Romano 22/06/2007;
- 2007, "Angelo di Castello", Manifestazione "Borgo con Gusto", Premio del Presidente della Provincia Enrico Gasbarra in riconoscimento per le opere pubblicate da Luigi Devoti sui Castelli Romani e su Roma;